# The Colour of the Chameleon
The Colour of the Chameleon (en búlgaro: Цветът на Хамелеона, transliterado como: Tsvetat Na Chameleona) es una película de comedia búlgara de 2012 dirigida por Emil Hristov. La película fue seleccionada como la entrada búlgara a la Mejor Película Internacional en la 86.ª Premios de la Academia, pero no fue nominada.

## Reparto
- Lilia Abadjieva como Pravda Cherneva
- Mihail Bilalov como Aleko Polyanski
- Rousy Chanev como Mlyakov
- Deyan Donkov como Kokalov
- Samuel Finzi como Chamov
- Hristo Garbov como El Ministro de Interior
- Vassilena Getschkova como Diana Manolova
- Vasilena Getskova como Diana Manolova
- Iordanka Ioveva como Tribadzhakova